# Сусанлыг
Сусанлыг, также Сусанлык (азерб. Susanlıq) — село в административно-территориальном округе села Туг Ходжавендского района Азербайджана.

## География
Сёла Туг, Атагут, Агдам, Сусанлыг входят в состав Тугского сельского административно-территориального округа Ходжавендского района, при этом село Туг является центром этого сельского административно-территориального округа.

## История
В советский период село входило в состав Тугского сельсовета Гадрутского района Нагорно-Карабахской автономной области (НКАО) Азербайджанской ССР.
2 сентября 1991 года на совместной сессии Нагорно-Карабахского областного и Шаумяновского районного Советов народных депутатов была принята Декларация о провозглашении Нагорно-Карабахской Республики в границах Нагорно-Карабахской автономной области (НКАО) и сопредельного Шаумяновского района Азербайджанской ССР.
26 ноября 1991 года Верховный Совет Азербайджанский Республики принял Закон "Об упразднении Нагорно-Карабахской автономной области Азербайджанской Республики". В этом Законе помимо упразднения Нагорно-Карабахской Автономной Области (НКАО), было постановлено в том числе также и переименование Мартунинского района в Ходжаведский, упразднение Гадрутского района и присоединение территории Гадрутского района в состав Ходжавендского района. В настоящее время село Сусанлыг входит в состав Тугского сельского административно-территориального округа Ходжавендского района Азербайджана.
В ходе Карабахского конфликта село в начале 1990-х годов перешло под контроль непризнанной Нагорно-Карабахской Республики (НКР). Согласно административно-территориальному делению непризнанной республики, контролировавшей село до 2020 года, село располагалось в Гадрутском районе НКР и называлось Мохренес (арм. Մոխրենես).
9 ноября 2020 года, в ходе Второй Карабахской войны, Президент Азербайджана Ильхам Алиев объявил о восстановлении контроля над селом Сусанлыг. 

## Население
По состоянию на 1 января 1933 года в селе проживало 658 человек (110 хозяйств), все  — армяне.